# Valle dell'Elvo
La valle dell'Elvo (Valelf in piemontese) è una valle della provincia di Biella, in Piemonte.
Vi sorgono numerose chiese cristiane, la principale delle quali è il santuario mariano di Graglia, risalente al XVII secolo.
Situata al confine con la provincia di Torino e la Valle d'Aosta, fa da spartiacque fra il Biellese ed il Canavese e si sviluppa lungo il corso del torrente Elvo, nella parte occidentale del territorio provinciale, ai piedi delle alpi biellesi e delle cime del Bechit, del Mars, del Rosso e del Mucrone.
Nella parte settentrionale confina con il territorio limitrofo alla città di Ivrea, porta d'accesso alla Vallée. La sua posizione ne fece, durante la seconda guerra mondiale, una delle roccaforti della Resistenza partigiana nel biellese.
I centri principali sono i comuni di Occhieppo Inferiore e Mongrando. Centri di rilievo sono anche Graglia, Occhieppo Superiore, Camburzano, Donato, Magnano (sede di una chiesa del XII secolo in cui si tengono concerti di musica classica), Muzzano, Netro, Sala Biellese, Sordevolo (sede della famosa Passione), Pollone, Torrazzo, Zimone e Zubiena.
La vallata è raggiungibile da Biella, da cui dista pochi chilometri, dall'autostrada A4 (con uscita al casello di Santhià) e dalla strada statale per Ivrea.
Ricca di boschi, montagne, colline, pascoli e alpeggi nei quali sono attivi numerosi margari, la valle - che è la più occidentale fra quelle del biellese - è sede della Comunità montana Valle Elvo.
Il limite sinistro del bacino dell'Elvo è quello maggiormente scosceso, mentre a destra esso si adagia più dolcemente lungo la linea regolare della Serra, collina di formazione morenica fra le più estese d'Europa (è lunga circa 25 km ed è nettamente distinguibile dall'alto delle montagne biellesi).
Fanno parte della valle dell'Elvo la Riserva naturale speciale della Bessa (inserita nella Riserva naturale orientata delle Baragge) e la Riserva naturale speciale del Parco Burcina - Felice Piacenza a Pollone.
Nella valle è attivo l'Ecomuseo Valle Elvo e Serra, con numerose cellule ecomuseali tra cui il Museo dell'oro e della Bessa a Zubiena e l'Ecomuseo dell'arte organaria a Occhieppo Inferiore. È inoltre presente l'Ecomuseo del ferro a Netro nelle ex officine Rubino.